# 1422 Strömgrenia
1422 Strömgrenia eller 1936 QF är en asteroid i huvudbältet, som upptäcktes 23 augusti 1936 av den tyske astronomen Karl Wilhelm Reinmuth i Heidelberg. Den har fått sitt namn efter den svensk-dansk astronomen Elis Strömgren.
Asteroiden har en diameter på ungefär 5 kilometer och den tillhör asteroidgruppen Flora.